# Németh Amadé
Németh Amadé (Nagybánya, 1922. december 14. – Balatonudvari, 2001. július 6.) karmester, zeneszerző, szakíró.

## Élete
Édesapja, Németh Béla (1883–1948) nagybányai gimnáziumi tanár, édesanyja Prohászka Ilona (1889–1983) volt. Amadé nagyszülei Németh Mihály (1843–1925), nagybányai banktisztviselő és Strudl Anna voltak.
Németh Amadé a Zeneakadémián tanult 1940 és 1944, majd 1949 és 1952 között. Tanárai: Kókai Rezső (zeneszerzés), Unger Ernő (karmesterképző). 1940–1952 között az Operaház korrepetitora, 1952-től 1983-as nyugdíjazásáig karmestere. Ezzel párhuzamosan 1953-tól 1956-ig a Gördülő Opera művészeti vezetője, 1966-tól az Operaház helyettes, 1967-től 1971 vezető karigazgatója, 1971-től 1983-ig újra helyettes kórusvezető. 1956–1971 között a Fővárosi Tanács Szimfonikus Zenekarának is vezetője. 1960-tól 1978-ig a Genti Királyi Opera állandó vendégdirigense. Aktív muzsikusi munkája mellett kiterjedt zenetörténészi, zeneírói tevékenységet is folytatott. Kutatásai középpontjában a 19. századi magyar operatörténet, az Erkel-család élete állt.
Fia Dr. Németh György (1956–), magyar ókortörténész, klasszika-filológus, tanszékvezető egyetemi tanár, az MTA doktora.

## Díjak, kitüntetések
- 1978. A zenetudományok kandidátusa
- 1985. Erkel-emlékérem (Gyula)
- 1997. A Magyar Állami Operaház „örökös karigazgatója”

## Színpadi művei
- Lélekvesztő (Opera egy felvonásban. Librettó: Abody Béla.)
- Villon (Ballada-opera három felvonásban. Librettó: Bart Lotigiers. Ősbemutató: Gent, Királyi Opera, 1974. február 10.; magyarországi bemutató: Szegedi Nemzeti Színház, 1977. április 15.)
- A zongorahangoló (opera, 1982)
- A csodálatos tűzszerszám (opera, 1989)

## Könyvei
- Zenei kaleidoszkóp (1959)
- Carl Maria Weber (1965)
- Erkel Ferenc (1967)
- Palló Imre (1970)
- Fleischer Antal (1972)
- Erkel Ferenc életének krónikája (Budapest, 1975. Zeneműkiadó. ISBN 9633305063)
- Georges Bizet élete és művei (Budapest, 1975. Zeneműkiadó. ISBN 9633300975)
- Erkel. (Budapest, 1979. Gondolat K. ISBN 9632807863) [Az 1967-es könyv javított, bővített kiadása.]
- Operaritkaságok (Budapest, 1980. Zeneműkiadó. ISBN 9633303494)
- Weber (Budapest, 1983. Gondolat K. ISBN 9632812190.) [Az 1965-ös könyv javított, bővített kiadása]
- Gustav Mahler életének krónikája (Budapest, 1984. Zeneműkiadó. ISBN 9633305128)
- A magyar opera története a kezdetektől az Operaház megnyitásáig. (Budapest, 1987. Zeneműkiadó. ISBN 9633306302)
- Az Erkelek a magyar zenében. Az Erkel-család szerepe a magyar zenei művelődésben (Békéscsaba, 1987. Békés Megyei Tanács VB tud.-koordinációs szakbizottsága. ISBN 9630325608).
- A magyar opera története, 1785–2000 (H. n., 2000. Anno Kiadó ISBN 9633750954)
- Hangszerek és zenekarok kézikönyve
- Operakalauz – másként, gyermekeknek, fiataloknak és minden érdeklődőnek
- A magyar operett története. (H. n., 2002. Anno Kiadó ISBN 9633750806)

## Külső hivatkozások
- Magyar színházművészeti lexikon. Főszerk. Székely György. Budapest: Akadémiai. 1994.  ISBN 963-05-6635-4
- Ki kicsoda a magyar zeneéletben? Szerk. Székely András. 2., bőv. kiad. Budapest, 1988. Zeneműkiadó. ISBN 9633306728
- Boros Attila: 30 év magyar operái. Budapest, 1979. Zeneműkiadó. ISBN 9633302897
- www.zene.hu
- origo.hu